# ネルソン・バビンコイ
ネルソン・アレン・バビンコイ（Nelson Allen Babin-Coy, 1985年9月27日 - ）は、アメリカ合衆国の翻訳家、タレント、シンガーソングライター。カリフォルニア州バーバンク出身。株式会社ハブ・マーシー所属。

## 来歴
1985年9月27日、カリフォルニア州のバーバンクにて出生。
バーバンク市と群馬県太田市との間で姉妹都市提携があり、それを通じて15歳の時に初来日。2週間という短い期間ではあったが、ホストファミリーたちとの生活をしているうちに日本に来たいと強く思うようになる。カリフォルニア大学バークレー校（以下UCバークレー校と記述）に入学後、1年間コンピュータ・サイエンスを専攻。入学2年目の19歳の時に、専攻を日本語に変更し、UCバークレー校での単位を取れる1年間の留学を慶應義塾大学にて行う。
留学中に路上ライブを多数行い、インディーズ事務所から声をかけられる。同じ事務所に所属していた女性ボーカリストとのペアでメジャーデビューする話があったが、興行ビザが下りずにそのまま帰国。
大学の日本人の友達から、誕生日会で日本のアーティストのカバーを歌ってくれと言われ、それを練習。きちんと歌えているかどうかを確かめるために動画を撮影。それをYouTubeにアップロードしたところ反響が多々あり、1週間足らずで多くのメールが届くようになる。
2007年に再び来日。その後、フジテレビから『HEY!HEY!HEY! MUSIC CHAMP』のCOVER CHAMPへの出演依頼が届く。平井堅の持ち歌を本人の目の前で歌うと企画に参加して優勝を果たすが、番組のオンエア前日にYouTubeから著作権侵害によりアカウントが削除されましたとのメールが入る（この頃は、まだYouTubeとJASRACが著作に関する契約をしていなかった）。
オンエア後にはYouTubeのアカウントが削除されていたため、検索をかけても何も出てこない状態であった。
また同年に、バンド nothing ever lasts を結成。ライブハウス・路上ライブ・ウォーキングライブと積極的に音楽活動に励む。
2017年よりネルソン・バビンコイ名義でソロ活動を開始。
ソロのシンガーソングライター、タレント活動・番組のMC・翻訳・日本のアーティストの英語歌詞や発音指導・英語慣習の仕事など多岐にわたる。
学生時代にコンピューターサイエンスを専攻していたのもあり、ChatGPTなどのAI関係などに詳しい。
学生時代にコンピューターサイエンスを専攻していた事もあり、ChatGPTなどのAI関係などに詳しい。
2019年には、「〈NHK〉2020応援ソングプロジェクト」の応援ソング　Foorinの「パプリカ」の英語訳詞を担当。
2020年より、パックンマックンやゴタイゴ、ビリーバンバンが所属するハブ・マーシーに所属。
2023年には、NHK Eテレの「えいごであそぼ　Meets the World」のロケコーナーにレギュラー出演。

## 出演

### テレビ
- えいごであそぼ　Meets the World　(NHK　Eテレ　2023年5月-2024年3月)[7]
- ZIP!（日本テレビ　2020年2月 - 2023年3月　星星のベラベラENGLISH・ナレーション）
- NHK Eテレ「太田光のつぶやき英語」(2022年3月- 2023年3月　つぶちゃんの声で出演、英語監修も務める。)
- SONGS OF TOKYO (NHK総合、NHK-WORLD)　※パネリストとして出演。
- ABEMA Prime (ABEMA TV)
- 東北さんぽ　(J-COM)
- HEY!HEY!HEY! MUSIC CHAMP　(フジテレビ)
- 4時も！シブ5時　(NHK総合)
- ごごナマ　(NHK総合)
- みんなでニホンGO (NHK総合)
- 高校講座　(NHK Eテレ)
- 世界くらべてみたら　(TBSテレビ)
- 好きか嫌いか言う時間　(TBSテレビ)
- クラブサーモン　(スペースシャワーTV)
- jpopランキング　(BS朝日)
- 世界一受けたい授業　(日本テレビ　2022年12月17日)
- きゃりーぱみゅぱみゅのホリデーシーズン　世界のみんなと英語で遊んじゃおう　(NHK Eテレ　2022年12月25日)
- 世界が絶賛!日本がすごいもの (テレビ東京 2023年5月5日)
- サーキットで会いましょう　(ABEMA 2023年〜)　ナレーションを担当

### 映画
- 二階堂家物語（2019年、パトリック）
- Muffin's Law　(2024年)

### テレビアニメ
- ヤマノススメ シリーズ（2014年 - 2022年、マイケル / 外国人男性） - 2シリーズ[一覧 1]

### ゲーム
- 龍が如く7 光と闇の行方（2020年）

### ラジオ
- バビンコイ・タイムズ（SBSラジオ、2019年4月6日 - 2020年3月28日）毎週土曜日16:30~17:00
- バビンコイ・タイムズ（SBSラジオ、2020年4月4日 - 2021年3月20日)  毎週土曜日15:00~16:00
- ディア・フレンズ 　(TOKYO FM)
- くにまるジャパン極　(文化放送)
- SONOR MUSIC  (J-WAVE)
- TOKYO GAS Curious HAMAJI (BAY FM)
- M's Groove (FM COCOLO)
- One FINE DAY (FM京都)
- ON THE PLANET (JFN)
- Seasoning -season your life with music-　(JFN)
- 加藤登紀子の地球に乾杯!　(ラジオ関西・ラジオ日本)
- ガウラジ　(ミュージックバード)

### ドラマ
- 先輩、断じて恋では!　(毎日放送　田中ベンジャミン役)
- NHKスペシャル「新・幕末史クローバル・ヒストリー」 ( NHK総合　アーネスト・サトウ役)
- 知らないのは主役だけ　(フジテレビ・関西テレビ　CMディレクター役)　2023年

### 雑誌
- 宣伝会議
- CNN ENGLISH EXPRESS (朝日出版社)
- 週刊新潮「異邦人のグルメ」

### PODCAST
- 日本語JōZUですね！ with Mickey and Nelson

### 書籍
- J-POPを英語で届ける「文化通訳家」のしごと　米津玄師、SEKAI NO OWARIの歌詞をどう訳す？　(株式会社アルク)

### CM
- デシタルカラー複合機　Apeos　ビジネスの常識から自由になる。ジャングル篇・砂漠篇・南極篇　(富士フイルムビジネスイノベーション)

### 英語監修(TV)
・tiny desk concerts JAPAN ( NHK総合/NHK WORLD-JAPAN )
・Another Story ( NHK WORLD-JAPAN )
・ANIME MANGA EXPLOSION  ( NHK WORLD-JAPAN )
・MANBEN  ( NHK WORLD-JAPAN )
・Fringe Histories  ( NHK WORLD-JAPAN )
・MICE MEDIA  ( NHK WORLD-JAPAN )

## 作品

### 訳詞
- 羊毛とおはな「プロペラプレイン」（2010年）
- ナオト・インティライミ「インディペンデントワールド」（2010年）
- Paprika Foorin team E version（2019年） - English Translation
- ゲスの極み乙女。「人生の針」（2020年）[8]
- 加藤登紀子「この手に抱きしめたい」　（2021年)[9]
- にじさんじ　Elira Pendora　「Trial and Error」（2021年）
- hololive English -Advent-「Our Bright Parade English Ver.」（2024年）

### 作詞
- ANTI-HERO 　(歌　: SEKAI NO OWARI 2015年)
- WE HAVE A DREAM 　(歌　: AI 　2022年)
- Diamond City Lights　( 歌　: LazuLight　作詞：ネルソン・バビンコイ・Lyrics story: 星川サラ　作曲：まふまふ　2021年)[10]
- ＢＥＴＷＥＥＮ　ＴＨＥ　ＷＯＲＬＤ　ＡＮＤ　ＭＥ　(歌　: ＩＮＯＲＡＮ　2021年)
- ＤＡＷＮ　ＯＦ　ＴＯＭＯＲＲＯＷ　(歌　: ＩＮＯＲＡＮ 　2021年)
- ＦＡＬＬＩＮＧ　(歌　: ＩＮＯＲＡＮ 　2021年)
- ＨＡＲＤ　ＲＩＧＨＴ (歌　: ＩＮＯＲＡＮ 　2021年)
- ＳＩＮＮＥＲＳ　ＯＮ　ＴＨＥ　ＲＵＮ (歌　: ＩＮＯＲＡＮ　2021年)
- ＨＥＹ　ＷＯＲＬＤ　(作詞　: 中田ヤスタカ・Nelson Babin-Coy　2023年) -えいごであそぼ　ＭＥＥＴＳ　ＴＨＥ　ＷＯＲＬＤ オープニングソング
- ＫＹＡＲＹ’Ｓ　ＡＢＣＳ  (作詞　: 中田ヤスタカ・Nelson Babin-Coy　2023年) -えいごであそぼ　ＭＥＥＴＳ　ＴＨＥ　ＷＯＲＬＤ
- ONE WEEK  (作詞　: 中田ヤスタカ・Nelson Babin-Coy　2023年) -えいごであそぼ　ＭＥＥＴＳ　ＴＨＥ　ＷＯＲＬＤ
- Keep On Smiling　 (歌　: Travis Japan 、Erik Lidbom  作詞　: Funk Uchino , Nelson Babin-Coy  作曲・編曲　Erik Limbom  2023年)

#### 英語補作詞
- SEKAI NO OWARI「Mr.Heartache 」(2019年)
- SEKAI NO OWARI 「Holy Forest -remixed by melodysheep from U.S.A.-」(2014年)
- SEKAI NO OWARI 「Love the warz」(2012年)

### 作曲
- 高校講座コミュニケーション英語Ⅰ　２０１３ドラマ・オープニングテーマ　(2023年)

### リリース
▪️nothing ever lasts として
- 『Re:Start』(2008年）
- 『The Theory of Relativity』（2009年）
- 『Silent Melodies』（2011年）

▪️Babincoy Band　として
- 『Chasing Time』(2013年)

▪️ネルソン・バビンコイ　として
- 真夜中のドア〜Stay with me〜(English Cover)」(徳間ジャパン)　※配信 (2021年)
- Shadows 　(2017年)
- The Best Mistake (2018年)
- ハナミズキ　(2023年)

### シリーズ一覧
1. ↑  第2期『セカンドシーズン』（2014年）、第4期『Next Summit』（2022年）